# Thomas Reid
Thomas Reid (Strachan, Kincardineshire, 26 d'abril de 1710 - Glasgow, 7 d'octubre de 1796) va ser un filòsof escocès que proposava incorporar el sentit comú com a fonament de la filosofia per no negar el món extern o altres veritats, potser no demostrables però necessàries per a l'especulació posterior. Va fundar la Scottish School of Common Sense (Escola escocesa del sentit comú) i va tenir un paper important en allò que es coneix com a Il·lustració escocesa.

## Biografia
En els seus primers temps va viure a Aberdeen, Escòcia, on va crear el Wise Club ("Club savi"), una associació literari-filosòfica. Es va llicenciar en la Universitat d'Aberdeen i li van donar una càtedra en el King's College d'Aberdeen el 1752. Poc temps després li van atorgar un lloc més prestigiós, la càtedra de filosofia moral en la Universitat de Glasgow, on va substituir a Adam Smith. Va dimitir del càrrec el 1781. El 1783 va ser cofundador de la Royal Society Of Edinburgh (Real Societat d'Edimburg). Contemporari de David Hume, Reid fou també el "primer i més ferotge crític de David Hume".
Reid va escriure un important nombre de treballs filosòfics, incloent la seva Inquiry into the Human Mind on the Principles of Common Sense ("Recerca sobre la ment humana en els principis de sentit comú") (1764, Glasgow i Londres), els Essays on the Intellectual Powers of Man (Assajos sobre les energies intel·lectuals de l'home) (1785) i els Essays on the Active Powers of Man (Assajos sobre les energies actives de l'home) (1788).
En la seva època, i per alguns anys durant el segle xix, va ser considerat un filòsof més important que David Hume. Va advocar pel realisme directe, o realisme del sentit comú, i es va oposar aferrissadament a la teoria de les idees per la qual advocaven John Locke, René Descartes i, en formes diverses, els filòsofs moderns que van venir després d'ells. No obstant això, guardava un gran respecte i admiració per Hume i el va consultar per a corregir el primer manuscrit de la seva recerca.

## La seva teoría sobre el sentit comú
La seva teoria sobre el coneixement va venir en gran part donada per la seva teoria moral. Va pensar que l'epistemologia era una part introductòria a l'ètica pràctica: quan la filosofia ens confirma en la nostra creença comuna, tot el que hem de fer és actuar segons les nostres creences perquè sabem quina és la correcta. Aquesta filosofia moral evoca l'estoïcisme llatí i, en efecte, cita sovint a Ciceró, de qui va adoptar el terme «sensus communis», i s'identifica amb la forma de vida cristiana, en particular segons la va expressar Sant Tomàs d'Aquino.
Reid va creure que el sentit comú (en un significat filosòfic especial) ha d'estar en el fonament de tota recerca filosòfica. Va discrepar de David Hume i George Berkeley, els qui afirmaven respectivament que el principi de causalitat era discutible i que el món exterior era un mera figuració de la ment. Reid va pensar que el sentit comú indica sens dubte que existeix un món extern.
Les idees del sentit comú que va defensar van ser les següents:
- Jo existeixo i penso (seguint el cogito ergo sum de Descartes)
- El subjecte experimenta esdeveniments reals
- La persona té voluntat i llibertat per actuar
- Existeix el proïsme i els altres estan dotats de raó
- Cal respectar determinades autoritats de pensament
- A la natura, el que ha passat d'una manera, probablement tornarà a passar igual

## Influència posterior de la seva teoria
La seva reputació va disminuir després dels atacs contra l'escola escocesa del sentit comú per part de Immanuel Kant i de John Stuart Mill, però el seu corrent va ser la filosofia ensenyada en les universitats d'Amèrica del Nord durant el segle XIX i va ser defensada per Victor Cousin, filòsof francès. Justus Buchler va demostrar que Reid va ser un influx important en el filòsof americà Charles Sanders Peirce, qui va compartir la preocupació de Reid per revaluar el sentit comú i el treball del qual lliga Reid amb el pragmatisme. Segons Peirce, el més pròxim que podem aconseguir a la veritat en aquest món és un consens de milions que alguna cosa sigui tal qual. El sentit comú és veritat social, construïda, s'obre en la verificació com a mètode científic i constantment es desenvolupa amb l'evidència, l'opinió i l'autorització de la pràctica. La reputació de Reid s'ha restablert com a conseqüència de la defensa del sentit comú com a mètode filosòfic o del criteri per George Edward Moore a principis del segle XX i, més recentment encara, gràcies a l'atenció que han prestat a les postures de Reid els filòsofs contemporanis, en particular els que intenten defensar el Cristianisme dels atacs filosòfics, com William Alston i Alvin Plantinga.

## Obres
- 1764. An Inquiry into the Human Mind on the Principles of Common Sense.
- 1785. Essays on the Intellectual Powers of Man.
- 1788. Essays on the Active Powers of the Human Mind.